# 绐察儿
绐察儿（12世纪—? ），蒙古札答阑部人，札木合的部属（迭兀），《蒙古秘史》原文迭兀旁译为弟弟，所以一说绐察儿是札木合的弟弟，一些研究者认为札木合没有弟弟，迭兀在这里是部属的意思。
绐察儿在札剌马山前的斡列该泉居住时，前来抢劫住在撒阿里草原的铁木真部属拙赤·答儿马剌的马群。马群被抢走，拙赤·答儿马剌的随从不敢去追，拙赤·答儿马剌独自一人追去。夜里，他追上绐察儿，将绐察儿的脊骨射断，把马群赶了回去。绐察儿的死激怒了札木合，札木合与铁木真正式决裂，发动了十三翼之战。